# Aristolochia cremersii
Aristolochia cremersii är en piprankeväxtart som beskrevs av O. Poncy. Aristolochia cremersii ingår i släktet piprankor, och familjen piprankeväxter. Inga underarter finns listade i Catalogue of Life.